# LAVNet-Mex

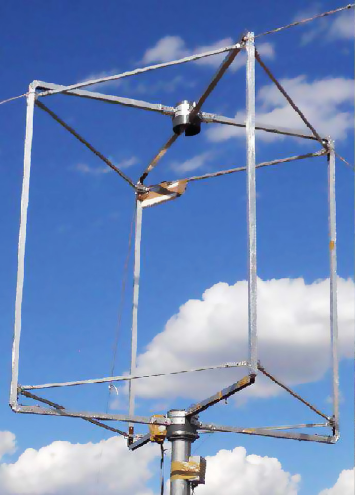
Antena receptora en muy baja frecuencia (Instituto de Geofísica-UNAM)

LAVNet-Mex  es una estación receptora que se encuentra emplazada en la Ciudad de México, ha sido creada con el fin de detectar y estudiar la respuesta ionosférica a las ráfagas solares (radiación  emitida por el Sol en forma transitoria), es la extensión en el  hemisferio norte de la red  llamada SAVNet (South America Very low frequency Network).
LAVNet-Mex es capaz de detectar  cambios en la amplitud y fase de  ondas  electromagnéticas (ondas de radio) generadas por antenas transmisoras 
ubicadas en todo el mundo que viajan por la cavidad Tierra-ionosfera. 
Ante actividad solar intensa, como son por ejemplo las ráfagas solares, la radiación producida por ellas, al llegar a la Tierra, ioniza los estratos superiores de la atmósfera teniéndose como primer resultado un aumento en las especies iónicas existentes. Debido a este aumento en la población de partículas ionizadas el segundo resultado es que el estrato atmosférico ubicado a aproximadamente 60 km de altura, y que lleva por nombre Capa D, sufre un descenso de altura, descenso que está en relación directa a la radiación incidente.
De esta manera, LAVNet es una herramienta para estudiar la dinámica de las capas ionosféricas inferiores.

## Introducción
La atmósfera terrestre se extiende más allá de los 1000 km sobre el nivel del mar y, en primera aproximación, se encuentra estratificada de manera horizontal. La altura y la composición  determinan el grado de interacción entre los componentes químicos y la radiación solar incidente. 
A una altura aproximada de 60 km la especie dominante es el oxígeno molecular O2 y es donde la radiación solar incidente comienza a producir cantidades considerables de especies ionizadas. A una altitud de 120 km el oxígeno atómico supera al molecular y más allá de 250 km la densidad de nitrógeno molecular N2 comienza a ser  menor comparado a la densidad de  oxígeno atómico O . Estas especies interactúan con la radiación ultravioleta extrema (EUV), que es la principal fuente de ionización para el lado diurno de este estrato atmosférico que, a partir de los 60 km de altura, recibe el nombre específico de  ionosfera. 
Durante la noche, las especies ionizadas comienzan un proceso de recombinación aumentando de esta forma las especies neutras. Sin embargo, existen  mecanismos de ionización que toman un papel predominante de noche y que son, por ejemplo, el flujo energético de rayos  gamma y rayos cósmicos, que también producen partículas ionizadas pero con una velocidad, para la  tasa de ionización, menor   en comparación con los procesos de formación de iones que ocurren durante el día .
Se puede pensar a la ionosfera como la parte  central de un sándwich, siendo esta afectada o 'forzada' desde su parte superior e inferior:  la superior o extraterrestre  con perturbaciones directas o indirectas de origen  solar, interplanetario y galáctico;  y la inferior debido a perturbaciones o 'forzamientos'  directos o indirectos de origen atmosférico.
Como ejemplos de 'forzamientos' provenientes de la interfase superior, se pueden mencionar:    
1. la variabilidad solar (el ciclo solar de 11 años, la rotación solar de 27 días, variaciones en la emisión de radiación Lyman {\displaystyle \alpha }, radiación ultravioleta (UV), ultravioleta extremo (EUV), ultravioleta lejano (UVL), rayos gamma solares ;[5]  los efectos de la magnetosfera, las eyecciones de masa coronal interplanetarias (ICME), así como los cambios del campo magnético interplanetario.

Mientras que los 'forzamientos' por parte de la interfase inferior:
1. perturbaciones producidas por ondas (mareas, planetarias, gravedad e infrasónicas); y procesos de descargas eléctricas como son los relámpagos  ('sprites', 'blue jets' entre otros).[6]

A pesar del hecho de que las capas ionosféricas inferiores son  afectadas por eventos transitorios, la  observación de estos efectos  no es del todo sencilla.  En general, los satélites, son capaces de observar las regiones por encima de la región D  (aproximadamente a 60 km); mientras que los globos aerostáticos son capaces de explorar altitudes próximas a los  30 km por encima del nivel del mar; mientras que  la técnica de GPS ('Global Positioning System') integra todo el contenido electrónico a través de la atmósfera, lo que hace difícil el estudio de los cambios de ionización localizadas.
La observación y  estudio de estos cambios localizados en la parte inferior de la ionosfera son importantes debido a que su estudio puede dar ideas sobre el transporte de energía de esta región hacia las capas atmosféricas más bajas (en particular la troposfera) durante los eventos transitorios solares.
Debido a que las ondas electromagnéticas de muy baja frecuencia (VLF - Very Low Frequency por sus siglas en inglés) son reflejadas por la ionosfera, la detección de cambios en la amplitud y la fase constituye una herramienta importante para observar y estudiar el comportamiento de la ionosfera en estas regiones.

## Antena receptora

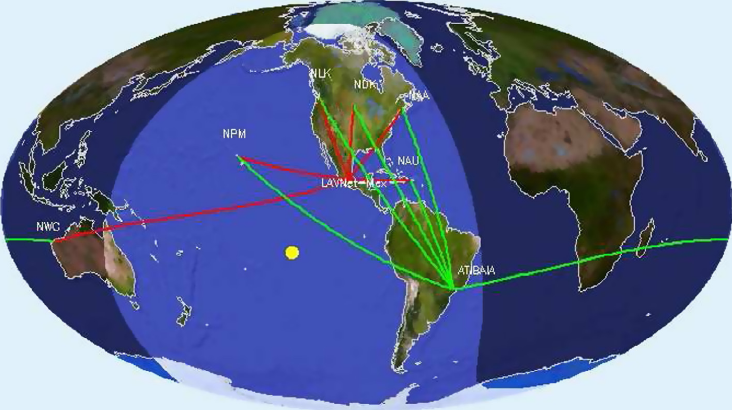
Estaciones transmisoras en VLF (NWC, NPM, NLK, NDK, NAA y NAU). El punto subsolar (círculo amarillo) y el terminador corresponden al evento del día 16 de octubre de 2010; a las 19:10 UT. En verde se muestran los corredores para las estación receptora en Atibaia-Brasil y en rojo para la estación receptora en México.

El  receptor de LAVNet-Mex se basa en el diseño original de SAVNET pero con algunos cambios sustanciales que hacen, a esta antena receptora, más adecuada para trabajar en el fuerte ambiente ruidoso de la Ciudad de México. 
Básicamente, LAVNet-Mex está formado por dos antenas del tipo bucle, cada una de ellas tiene un amplificador; y una tarjeta de sonido de alta calidad  como  digitalizador. El ancho de banda del sistema es de 40 kHz centrado en 30 kHz.

## La estación

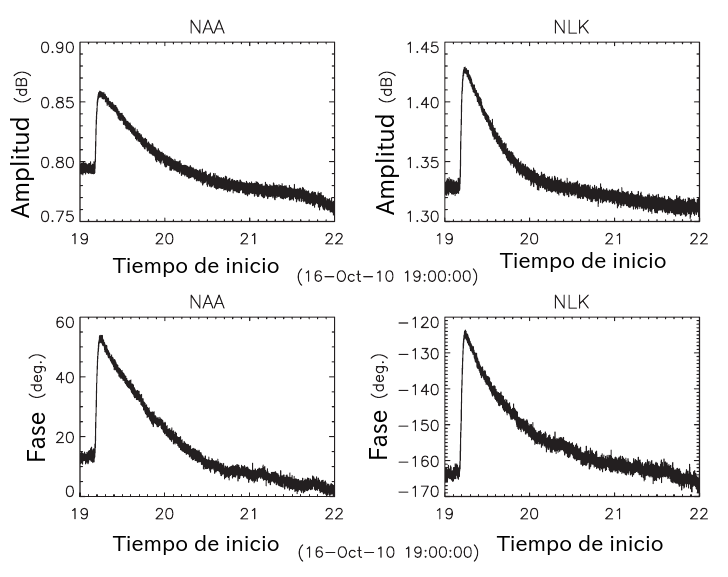
Ráfaga solar detectada por LAVNet-Mex el día 16 de octubre de 2010. Cuadro superior: variación en amplitud para dos de las estaciones emisoras (NAA y NLK). Cuadro inferior: variación en fase para las mismas estaciones emisoras.

LAVNET-Mex se encuentra en el Instituto de Geofísica de la Universidad Nacional Autónoma de México (UNAM), a 99° 11° de longitud oeste y 19° 20°  latitud norte.
Este instrumento recibe señales de seis estaciones transmisoras de VLF (muy baja frecuencia) ubicadas en diferentes lugares del mundo, que
formaban parte de la antigua 'Red Omega'. 
La ubicación de las seis antenas transmisoras y de la estación receptora, así como los corredores de  VLF se muestran en la Fig. 2; en líneas rojas se denotan los corredores para LAVNet-Mex  mientras que las líneas verdes son para SAVNet (estación Atibaia-Brasil). El círculo amarillo marca el punto sub-solar y la región claro-oscuro representa el límite día-noche. En esta  figura se muestra la iluminación solar para el día 16 de octubre de 2010, fecha de la primera ráfaga observada por LAVNet-Mex.

## Primer evento observado
El 16 de octubre de 2010, la región activa AR1112 produjo a las 19:00 UT la ráfaga solar más brillante del ciclo solar 24 hasta ese momento. 
A las  19:07 UT el flujo de rayos X detectado por el GOES 14 (1.0–8.0 Å) alcanzó su máximo con una ráfaga categoría M2.9, que finalizó a las 19:15 UT. 
Las variaciones de la señal en amplitud y fase se muestran en la Fig. 3 para la estación emisora NAA (izquierda) y NLK (derecha).

## Discusión
La estación receptora en muy baja frecuencia (LAVNet-Mex) es un nuevo instrumento capaz de detectar el comportamiento del estrato inferior de  ionosfera, es decir la región D. Con este instrumento es posible detectar los cambios producidos  debido a la interacción de este estrato con la radiación incidente proveniente de las ráfagas solares y será posible tener una idea más detallada del comportamiento de Capa D para todo el continente americano.